# Avenida Ferrocarril de Occidente
La Avenida Ferrocarril de Occidente es una vía del occidente de Bogotá que corresponde a la Calle 22

## Trazado
El nombre de esta avenida se debe al trazado del Ferrocarril de Occidente por el cual se hace el enlace hacia los municipios de la Provincia de Sabana Occidente hasta Facatativá, en el departamento de Cundinamarca, empezando desde la Avenida Carrera 22 en Paloquemao pasando por barrios como Cundinamarca, Quinta Paredes (cercano a Corferias y al Monumento de Jaime Garzón), La Luisita, Centro Industrial, Montevideo, Ciudadela La Felicidad, Hayuelos, Villemar, Fontibón Central, Bostón, Fontibón La Palestina y Batavia
Debido a la irregularidad e interrupción de sus carriles, la parte oriental desde el Canal Boyacá hasta la Carrera 22 tiene un solo sentido compartido y la occidental, desde dicho canal hasta el barrio Batavia tiene dos carriles por sentido occidente oriente, siendo este último el más activo para entrar a los barrios de la Localidad de Fontibón como alternativas a las Avenidas Centenario, La Esperanza y El Dorado.

## Intervenciones y Futuro
Esta vía sufrió diversas intervenciones de reparación y ampliaciones por parte de la administración distrital que también se prioriza su construcción para darle acceso a la Ciudadela La Felicidad. A futuro será parte del RegioTram Occidente que unirá la una de las estaciones del Metro de Bogotá entre la Avenida El Dorado con la Caracas hasta Facatativá con accesos a las troncales de TransMilenio de las Américas, Avenida 68 y Avenida NQS Central.

## Intersecciones
- Avenida NQS
- Avenida 68
- Avenida Boyacá
- Avenida Agoberto Mejía
- Avenida Ciudad de Cali
- Carreras 99 y 100

## Sitios Importantes
- Centro Comercial Mall Plaza
- Plaza de la Hoja[3]
- Corferias
- Complejos de Petrobras, Exxon y Chevron
- Terminal de Transporte El Salitre
- Centro Comercial Hayuelos
- Estación de Ferrocarril de Fontibón

## Rutas SITP

### Alimentadores
K   Portal Eldorado - Centro Comercial Nuestro Bogotá: los siguientes alimentadores pasan por esta avenida:
- 16-9 Fontibón Centro[4]: Para esta vía la ruta alimentadora procede de la Carrera 100 hasta la Carrera 116 alimentando en tres paraderos en el sentido oriente occidente y para pasar a los barrios Batavia y Villa Carmenza y luego retoma a la avenida desde la Carrera 99 sentido occidente oriente hasta el retorno de la Carrera 96 en Vilemar a fin de retorna al Portal
- 16-10 Villemar[5]: Para esta vía la ruta alimentadora procede de la Carrera 96C hasta la Carrera 100 en dos paraderos para luego por esta última regresar al Portal.